# Владимирский, Алексей Сергеевич
Алексей Сергеевич Владимирский (1827—1880) — профессор Московского технического училища, председатель физического отделения Общества любителей естествознания, антропологии и этнографии, секретарь Общества распространения технических знаний.

## Биография
Происходил из духовного звания. Родился 31 марта (12 апреля) 1827 года.
После окончания Московской духовной семинарии с 1845 года учился на 2-м (физико-математическом) отделении философского факультета Московского университета. Окончив кандидатом курс университета стал преподавать во Втором московском кадетском корпусе.
А. С. Владимирский был организатором и первым заведующим кафедрой «Общая и прикладная физика» Московского технического училища, где он создал и усовершенствовал целый ряд приборов для лекционных демонстраций. Когда училище стало высшим учебным заведением, А. С. Владимирский составил новые учебные программы, кроме общей физики был введён новый предмет — прикладная физика; по его просьбе в 1869 году дирекция училища приступила к созданию физической аудитории в виде амфитеатра, которая была рассчитана на 48 человек.
По поручению Московской городской думы Владимирский провёл исследования яркости различных источников, предназначенных для уличного освещения.
Участвовал в организации физического отдела Московской политехнической выставки в 1872 года, став его директором. Был в числе основателей Русского физического общества.
В отставку вышел с чином действительного статского советника. Имел орден Св. Владимира 3-й степени.
Скончался 9 (21) декабря 1880 года. Был похоронен на кладбище Алексеевского женского монастыря.

## Семья
Был дважды женат: 1-я — Анна Николаевна; 2-я — дочь И. Ф. Калайдовича, Клавдия Ивановна.
От первого брака — трое детей: Ольга (1859—?), Сергей (1860—1902), Екатерина (1861—?); от второго брака — семеро детей: Василий (1866—?), Николай (1867—?), Анна (1868—?), Евдокия (1871—?), Анатолий (1874—?), Михаил (1877—?), Иван (1879—?).